# Wágner Bocão
 Wágner Antônio da Rocha  (Marília, 17 de janeiro de 1969— Florianópolis, 29 de abril de 2007) foi um ex-voleibolista indoor  brasileiro que atuando pela  Seleção Brasileira foi medalhista de ouro no Campeonato Sul-Americano Infanto-Juvenil de 1986 no Peru,  sendo medalhista de bronze no Campeonato Mundial Juvenil de 1989 na Grécia.Pela seleção principal disputou a Olimpíada de Seul de 1988, terminando na quarta posição~;alcançou o quarto lugar no Campeonato Mundial de 1990 na Itália e foi a medalha de bronze na primeira edição da Liga Mundial no Japão em 1990.

## Carreira
O apelido Bocão surgiu na infância por gritar muito em brigas, e seus primeiros passos na modalidade ocorreram quando ingressou em São Paulo na escolinha de vôlei no Clube de Regatas Tietê.
Com apenas 16 anos já defendia a Seleção Brasileira na categoria infanto-juvenil e nesta disputou o Campeonato Sul-Americano de 1986, sediado em Lima, Peru, sagrando-se campeão desta competição, e no ano anterior ocorreu seu primeiro contato com as drogas, experimentando um cigarro de maconha.Bocão era tido como talentoso jogador e surgiu  na mesma geração que revelou Maurício, Tande e Giovane, entre outros, mas ele enveredou no mundo das drogas .
Participou de duas edições do Campeonato Mundial Juvenil, a primeira em 1987 em Manama, Bahrein, quando finalizou na sexta colocação e a segunda foi Na edição de 1989 na cidade de Atenas, Grécia, conquistando a medalha de bronze.
Em 1988, foi convocado pelo então técnico da Seleção Brasileira, Bebeto de Freitas, para disputar os Jogos Olímpicos de Verão de 1988 em Seul, terminando na quarta posição e a serviço da seleção permaneceu  até 1990 quando estava na equipe que trouxe a primeira  medalha  para o Brasil  na Liga Mundial  em Osaka, Japão, atuando em sete jogos e foi semifinalista no Campeonato Mundial de 1990 na Itália, alcançando o quarto lugar, época que  estava vinculado ao Telesp Clube,, sendo sua última participação por este elenco, não sendo mais convocado, pois, na época ele travava uma luta contra as drogas, tornando público  ao assumir que era viciado em drogas no ano de 1995.
A  morte de seus pais Iraci e Francisco representou o estopim para mergulhar mais ainda no vício, tanto que durante o velório e enterro da mãe, consumiu cinco gramas de cocaína, condenando-se ao confinamento em seu apartamento no Bairro de Moema e  cada vez mais “cliente” assíduo dos traficantes do Jardim Brasil, nas proximidades de Guarulhos.Também foi atleta da SER Sadia/Concórdia.
Como contratado pelo  Banespa  não  vestiu nenhuma vez a camisa, pois, encontrava-se sempre desinteressado e sob efeito das drogas, diante disso foi despedido do clube em 1990 e viveu ainda mais de forma desajustada, chegando a passar seis meses consumindo drogas compulsivamente, com amigos e mulheres, gastando suas reservas econômicas fazendo viagens pelo país  e consumindo cada vez mais as drogas, quando ficou sem dinheiro, acertou com o Palmeiras numa tentativa sem sucesso de conciliar a rotina de atleta com  as baladas noturnas, sofrendo mais uma demissão, assim foi sua trajetória em diante, passando de clube a clube e muitas portas se fechando , também passou pelo Frigorífico Chapecó E.C. .
Atuando pelo Nossa Caixa/Suzano conquistou dois títulos da Liga Nacional, termo antecessor ao de Superliga Brasileira A,  nas temporadas 1991-1992 e 1992-93.Nesta época, o talento de Bocão era reconhecido  mesmo com seu problemas com as drogas, segundo o técnico  Ricardo Navajas afirmou que ele estaria na seleção brasileira até hoje e mesmo com os problemas era um excelente atacante. Navajas tentou colher o melhor desempenho dele, mesmo com resistência a sua contratação o nomeou capitão da equipe em 1991 para envolvê-lo mais, mas infelizmente ele teve uma recaída; este treinador não mediu esforços na época, quitou dívidas com traficantes, e após envolver-se numa confusão de assedio a uma mulher de um rapaz que pertencia a um grupo que o agrediu, deixando com marcas de trinta pontos após luta corporal, Navajas viu-se obrigado a demiti-lo.
Em 1994 desistiu de atuar pelo Flamengo/Petrobras, época que ficou três meses sem salário e confinou no morro e não quis mais sair de lá outro episódio de desemprego foi quando foi contratado pelo Guauru/AVOG, e  chegou atuar drogado e detestou a sensação, por este clube  disputaria a elite do voleibol paulista e a Prefeitura de Guarulhos anunciou cortes de verbas, então não conseguia emprego em clube nem da elite e nem da divisões abaixo.
Bebeto de Freitas, ex-técnico da seleção brasileira e italiana, novamente dá uma oportunidade para Bocão, mesmo com esse retrospecto negativo, contratando em 1995 pelo clube Olympikus/Telesp , ainda com sede em Campinas, o início da temporada foi surpreendente, conquistou o título da Superliga Brasileira A 1995-96, época que casou-se  com Silvana, mas uma contusão o impediu de disputar Campeonato Paulista, o suficiente para  impulsioná-lo  voltar a se drogar, mais uma demissão, chegando a ser internado para desintoxicação, porém, desistindo por não poder custear o tratamento
Na jornada de 1998-99 atuou pela Unincor/Ouro Vida /Três Corações  quando finalizou na oitava colocação na Superliga Brasileira A correspondente.Quando foi perdendo peso gradativamente, procurou auxílio espiritual na Renovação Carismática da Igreja Católica. Chegou a se batizar na Igreja Evangélica Renascer, frequentando cultos aos domingos à noite.
Morou de favor com a irmã Vera Lúcia na época na Cohab na rodovia Raposo Tavares, em São Paulo, ela declarou que ele já venceu o combate contra as drogas, por pouco desistiu dele apoderou-se do dinheiro para pagamento de despesas doméstica e desaparecendo, retonando no dia seguinte e desta vez seu esposo Sebastião o expulsou de casa e tempos depois o cunhado o procurou para anunciar uma proposta de trabalho e Bocão aceitou alegrando a todos que acreditavam nele e chorou quando soube que ainda tinha gente disposta a investir nele.
A referida proposta veio de um clube modesto e que ocupava a última colocação na superliga, ou seja, a Intelbrás/São José (SC) , e o salário não era muito atrativo para o histórico positivo de Bocão, mesmo assim ele não enxergou dessa forma, encarou como talvez sua última chance aos 31 anos e disputou a Superliga Brasileira A 1999-00 encerrando na décima terceira colocação.
Bocão recuperou a autoestima, a dignidade e visando retomar o casamento com Silvana e do lado da filha Gabriele que tinha três anos de idade em 2000, ficando um ano sem se drogar, tentando uma nova vida., na temporada 2000-01 o clube catarinense passou por dificuldades e não renovou. Em 2007 residia em Florianópolis e trabalhava como vigilante, e foi encontrado morto  na madrugada de 29 de abril deste ano com quatro tiros na cabeça no bairro Córrego Grande.

## Títulos e resultados
- Jogos Olímpicos de Verão: 1988[2]
- Campeonato Mundial:1990[8]
- Superliga Brasileira  A: 1991-1992[4],1992-93[4], 1995-96[2]